# Ріенс
Ріенс (пол. Rience) — персонаж літературного циклу «Відьмак» польського письменника Анджея Сапковського, чародій, ворог Йеннефер з Венґерберґу та Ґеральта.

## Біографія
У книгах Сапковського Ріенс — чарівник-недоучка, учень, слуга та шпигун Вільгефорца. У пошуках Цірі він вирізав сім'ю кметів із Заріччя, закатував до смерті одного з друїдів, які її дали притулок, а в результаті вийшов на Любистка, якого намагався випитати про Цірі спочатку словами, а потім силою; Любистка врятувала Йеннефер, перебивши спільників Ріенса. Ріенс біг через портал, але чарівниця встигла обпалити йому обличчя заклинанням (за що пізніше, коли Йеннефер стала бранкою Вільгефорца, Ріенс катував і бив її).
Вилікувавшись від опіків у лікаря Мирмана в Оксенфурті, Ріенс нацькував на Геральта найманих убивць — братів Мішеле і зграю Професора, проте ті зазнали невдачі і були вбиті відьмаком. Геральту вдалося вийти на слід Ріенса і захопити його, але (завдяки втручанню Філіппи Ейльгарт тому вкотре вдалося втекти). Пізніше Ріенс, таємно прибувши на кораблі Каґіра на острів Танедд під час Збору, разом зі скоя'таелями брав участь у бунті чарівників; після розгрому змовників утік і звідти, скориставшись заздалегідь заготовленим порталом.
Продовжуючи пошуки Цірі, Ріенс, скориставшись шапкою-невидимкою, стежив за загоном Скеллена, але ясновидиця Веда Сельборн змогла вирахувати його і розповіла Скеллену про стеження, що ведеться за ними. Люди Скеллена захопили Ріенса; злякавшись тортур, той за допомогою магічного пристрою ксеновокса влаштував розмову Скеллена та Бонарта зі своїм господарем, під час якого Вільгефорцу вдалося залучити Скеллена на свій бік.
Переслідуючи з людьми Скеллена, Цірі що зуміла втекти з-під варти по льоду озера Тарн Міра, Ріенс провалився в полину і втопився. Цірі відтяла йому пальці лезом ковзанів.

## У екранізації
Ріенс з'явиться у другому сезоні американського телесеріалу "Відьмак". Його грає Кріс Фултон.